# Christian Wolski
Christian Wolski (* 17. Juni 1973 in Bonn) ist ein ehemaliger deutscher Fußballspieler. Der Defensivspieler hat in der Saison 1995/96 beim 1. FC Köln in der Fußball-Bundesliga sechs Ligaspiele absolviert.

## Laufbahn
Im Bonner Stadtteil Duisdorf aufgewachsen, begann Wolski mit sechs Jahren in der Jugendabteilung des 1. FC Hardtberg mit dem Fußball und hat dann bis einschließlich dem ersten Seniorenjahr, 1992/93, beim ehemaligen Club von Bodo Illgner durchgespielt. Von Juni 1992 bis Dezember 1993 spielte er danach beim SV Buschdorf 02, ehe er sich ab Januar 1994 der Amateurmannschaft des 1. FC Köln in der OL Nordrhein anschloss. Der Abwehr- und Mittelfeldspieler gehörte in der Saison 1995/96, bei Erhalt des Amateurstatuts, dem erweiterten Profi-Kader des 1. FC Köln an. Zu Beginn der Runde hatte sich der von Morten Olsen trainierte FC mit Neuzugängen wie Dietmar Beiersdorfer, Martin Braun, Dorinel Munteanu, Sunday Oliseh, Stefan Kohn und Holger Gaißmayer verstärkt und noch zusätzlich die eigenen Amateure Thomas Cichon, Janosch Dziwior und Michael Rösele in den Profikader aufgenommen. Olsen wurde aber zum 27. August 1995 entlassen und der bisherige Amateurtrainer Stephan Engels übernahm ab dem 28. August 1995 seine Nachfolge. Engels setzte Wolski sechs Mal in der Bundesliga ein. Er debütierte am 1. September bei einer 0:1-Auswärtsniederlage beim Karlsruher SC; er wurde in der 82. Minute für Oliseh eingewechselt. Seinen sechsten und letzten Bundesligaeinsatz erlebte er am 11. November 1995, bei einem 2:2-Heimremis gegen den VfB Stuttgart. Da wurde der zweikampfstarke Verteidiger in der 80. Minute für Rico Steinmann eingewechselt. Nachdem Engels im März 1996 entlassen worden war, kam Wolski unter dessen Nachfolger Peter Neururer zu keinem weiteren Einsatz und verließ zum Saisonende 1996 den Verein.
Er schloss sich zur Saison 1996/97 dem Bonner SC in der Oberliga Nordrhein an und konnte mit dem BSC die Meisterschaft feiern. Wolski beendete im Sommer 2000 beim SCB Preußen Köln seine Karriere als Fußballer. Anschließend machte er eine Ausbildung zum Physio- und später eine Weiterbildung zum Manualtherapeuten. Er ist heute in seiner eigenen Praxis für Physiotherapie in Bonn tätig.
Wolski ist ledig und hat eine Tochter.

## Vereine
- 1979–1992: 1. FC Hardtberg
- 1992–12/1993: SV Buschdorf 02
- 1/1994–1996: 1. FC Köln
- 1996–1997: Bonner SC
- 1997–2000: SCB Preußen Köln